# Pal Dodaj
Pal Dodaj (ur. 3 września 1880 w Janjevie jako Kolë Dodaj, zm. 5 lutego 1951 w Szkodrze) – albański nauczyciel, tłumacz i filozof.

## Życiorys
Pracował jako profesor filozofii w Troshanie, następnie pracował w szkoderskiej szkole Illyricum jako profesor prawa kanonicznego i moralności . W 1941 roku współpracował przy tłumaczeniu Kanunu Leki Dukagjiniego na język włoski, tłumaczenie zostało jeszcze w tym samym roku wydane przez Akademię Sztuk i Nauk w Rzymie.
8 listopada 1946 został aresztowany przez władze albańskie i skazany na karę śmierci; wyrok został zamieniony na dożywocie, a sam Pal Dodaj zmarł w więzieniu .
Jego głównym dziełem był pamiętnik pisany po włosku i albańsku, którego fragmenty ukazywały się w Hylli i Dritës .

## Życie prywatne
Syn Mashiego i Prendy Paliqi.